# Беррес Йозеф
Беррес Йозеф (нім. Berres Joseph; 18 березня 1796, м. Годонін, Чехія — 24 грудня 1844, Відень) — австрійський лікар, анатом, професор, керівник кафедри анатомії Львівського університету (1817—1832).

## Життєпис
Закінчив медичний факультет Віденського університету (1816).
Хірург та акушер-гінеколог Віденського загального шпиталю, за сумісництвом викладач секційно-анатомічного курсу Віденського університету (1817); викладач анатомії і патології (1817—1820), професор, керівник кафедри анатомії (1820—1832) медико-хірургічного інституту Львівського університету; керівник кафедри анатомії Віденського університету (1832—1844).
Працюючи у Львові, розширив і збагатив анатомічний музей університету; брав участь у ліквідації епідемії холери, за що одержав звання Почесного громадянина міста Львова (1831); мав широку приватну практику і славу одного з найкращих лікарів Галичини; співзасновник, редактор і дописувач альманаху «Львівський пілігрим» (Der Pilger von Lemberg, Pielgrzym Lwowski).
У Відні розширив анатомічний музей, модернізував секційну аудиторію університету; вважався одним із найавторитетніших членів медичного факультету. За заслуги в медицині і охороні здоров'я відзначений званням Почесного доктора хірургії (1834), нагороджений дворянським титулом Edler von Perez (1842).
Напрями наукових досліджень: опрацювання нових анатомічних і гістологічних методів, зокрема, виготовлення мікропрепаратів із органів і тканин людини, який на 70 років випередив відкриття лабораторії і кафедри гістології у Львівському університеті; питання лікування і профілактики епідемічних захворювань.
Автор низки наукових праць, серед них підручник анатомії з власноручними ілюстраціями, який здобув загальноєвропейське визнання.

## Публікації
- Praktische Erfahrungen über die Natur der Cholera in Lemberg und Behandlungsart derselben, Lwów, 1831
- Anthropotomie oder Lehre von dem Baue des menschlichen Körpers. 2. Aufl, Wiedeń, 1835, 1835—1841, 1841
- Anatomie der mikroskopischen Gebilde des menschlichen Körpers (Anatomia microscopica corporis humani.), Wiedeń, 1837
- Phototyp nach der Erfindung des Professor Berres in Wien, Wiedeń, 1840